# Marja Kubašec
Marja Kubašec, anche nota come Maria Kubasch (Quoos, 7 marzo 1890 – Bautzen, 13 aprile 1976), è stata una scrittrice tedesca in lingua sorba.

## Biografia
Figlia di un agricoltore, studiò nella scuola magistrale di Erfurt, e una volta diplomatasi iniziò a lavorare come insegnante. A partire dal 1911 diresse le riviste per ragazzi Raj e Serbski Student. Prima scrittrice di prosa in lingua sorba, fece il suo esordio letterario nel 1922, con la novella Wusadny.
Specializzata in romanzi storici, i suoi lavori maggiori furono pubblicati nel dopoguerra, e trattavano le sofferenze della minoranza lusaziana e sorba sotto il Nazismo, e durante e dopo la  seconda guerra mondiale.  Fu anche autrice di biografie, saggista, traduttrice dal ceco e dal russo, autrice e regista di commedie e drammi teatrali.